# Lixophaga cinerea
Lixophaga cinerea är en tvåvingeart som beskrevs av Yang 1988. Lixophaga cinerea ingår i släktet Lixophaga och familjen parasitflugor. Inga underarter finns listade i Catalogue of Life.